# Biblioteca Grace Keiser Maring
La biblioteca Grace Keiser Maring se encuentra en el lado sur de Muncie, Indiana, Estados Unidos. Construido en 1808 South Madision, South Madision Street, la biblioteca está junto al Heekin Park, el parque de la comunidad más grande y más antiguo en Muncie.

## Historia
Grace Maring era la esposa de Joel Maring, fundador de las fábricas de vidrio a lo largo de Muncie, Indiana. Un filántropo y defensor de la educación, Grace Maring dio a la ciudad de Muncie 25 000 dólares después de su muerte, para desarrollar un sistema de bibliotecas públicas. En 1930, la biblioteca Grace Keiser Maring fue abierta, y comenzó a servir en el sur de Muncie. La biblioteca fue publicada en el Registro Nacional de Lugares Históricos el 15 de septiembre de 2005.

## Arquitectura
Fue diseñada por los arquitectos Herbert Smenner y Houck Charles. El estilo arquitectónico es una variación del renacimiento colonial, un estilo popular en el siglo XX. Construido en ladrillo y con adornos de piedra caliza, es el único edificio cívico que queda de este estilo en Muncie.